# Paromalus selectus
Paromalus selectus är en skalbaggsart som beskrevs av Lewis 1888. Paromalus selectus ingår i släktet Paromalus och familjen stumpbaggar. Inga underarter finns listade i Catalogue of Life.